# Toyota Europe Design Development
Toyota Europe Design Development, plus connu sous le nom ED2 (stylisé ED², prononcé "i di square") est le centre européen de design avancé du constructeur automobile japonais Toyota. Cette S.A.R.L. est implantée à Sophia-Antipolis, un technopôle situé dans le sud-est de la France.

## Historique

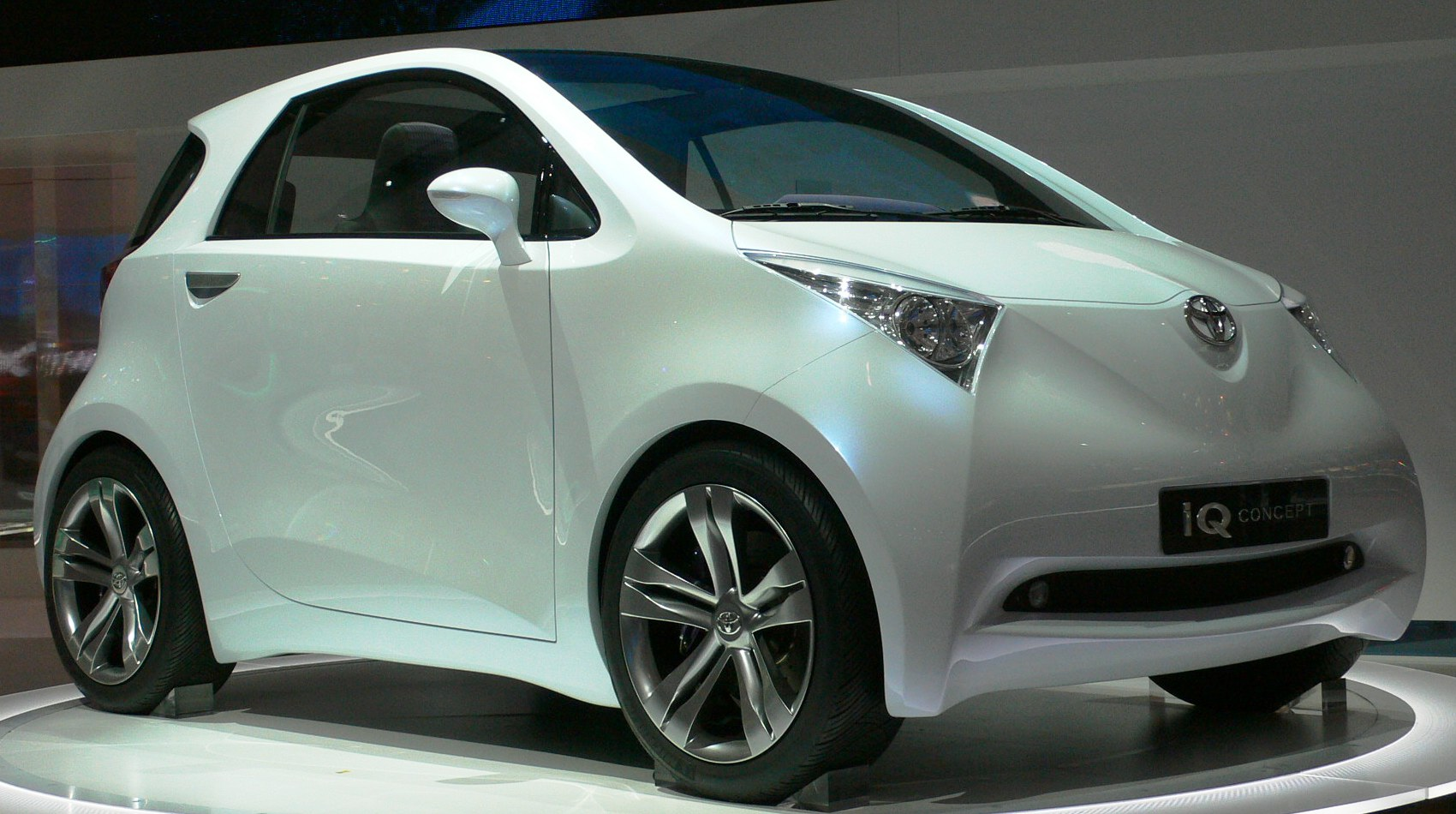
Toyota iQ Concept, étudié dans le centre ED2.

Toyota ouvre un centre de design européen dès 1989, à Zaventem, en banlieue de Bruxelles. Faisant partie du site européen R&D de Toyota (Toyota Technical Centre), le centre de design est alors nommé l'EPOC (European Office Of Creation),. Celui-ci est transféré en 2000 au prix d'un investissement de 13,7 millions d'euros à Sophia-Antipolis, près de Nice. Ce nouveau centre est nommé Toyota Europe Design Development (ED²). Mis en concurrence avec Paris, Barcelone, Genève et Londres, le site azuréen a été sélectionné du fait de son environnement - une urbanisation limitée et entrecoupée de larges zones naturelles -, de son climat méditerranéen doux susceptible d'attirer de la main-d'œuvre qualifiée, de son ensoleillement permettant de mieux apprécier le design des prototypes dans des conditions réelles, ainsi que de sa proximité avec l'Italie (et ses réputés carrossiers),.
Le centre ED² a deux missions :
1. la collecte et l'analyse d'informations sur l'évolution du design automobile en Europe
2. le travail de design intérieur et extérieur sur des modèles nouveaux, des prototypes, des maquettes ou des couleurs adaptées au marché européen

En 2016, Toyota rouvre un centre de design sur son site belge de Zaventem, afin de soulager ED² d'une partie de la charge de travail, en permettant à ce dernier de se consacrer de manière plus importante aux solutions de mobilité d'avenir.
ED² emploie en 2022 plus d'une quarantaine de personnes.

## Réalisations
Parmi les réalisations remarquables du studio européen figurent la réalisation totale ou partielle du design des véhicules de série suivants :
- Lexus SC (2001)[8]
- Toyota Yaris I (2001)[8]
- Toyota Avensis II (2003)[9],[8]
- Toyota Corolla Verso II (2004)[10],[8]
- Toyota Yaris II (2005)[8]
- Toyota Auris I (2006)[11],[8]
- Toyota Avensis III (2009)[12],[8]
- Toyota Avensis III Restylée (2012)[13]
- Lexus IS III (2013)[14],[15]
- Toyota Verso Restylé (2013)[16],[8]
- Toyota Land Cruiser J150 Restylé (2013)[8]
- Toyota Avensis III Restylée (2015)[17]
- Toyota C-HR I (2016)[18],[19]
- Toyota Yaris III Restylée (2017)[19],[20]
- Toyota Yaris IV (2020)[18]
- Toyota Yaris Cross (2020)[21]
- Toyota e-Palette (2020)[4],[22]
- Toyota bZ4x (2021)[23]
- Toyota C-HR II (2023)[24]

ED² réalise également de nombreux concept cars :
- Toyota CS&S (2003)[25],[26],[8]
- Toyota Motor Triathlon Race Car (2004)[25],[8]
- Toyota Endo (2005)[25],[26],[8]
- Toyota Urban Cruiser Concept (2006)[8],[27],
- Toyota Hybrid X (2007)[8]
- Toyota IQ Concept (2007)[28],[8]
- Toyota FT-86 Concept (2009)[29],[8]
- Toyota FT-CH (2010)[26],[30],[8]
- Toyta me.we (2013, en collaboration avec le Studio Massaud[31],[32])
- Toyota C-HR Concept (2015)[19],[22]
- Lexus LF SA (2015)[33],[22]
- Toyota i-TRIL (2017)[34],[22]
- Lexus UX Concept (2017)[35]
- Toyota e-Care (2019)[4],[21],[36]
- Toyota e-4me (2019)[21],[36]
- Toyota e-Trans (2019)[21],[36]
- Toyota e-Racer (2019)[21],[36]
- Lexus LF-30 (2019)[4]
- Toyota Aygo X Prologue (2021)[37],[38],[1]
- Toyota Compact Cruiser EV (2022)[39]
- Toyota bZ Compact SUV (2022)[40]
- Toyota C-HR Prologue (2022)[41],[42]
- Toyota IMV 0 (2024)[43]

Autres réalisations du studio :
- Skyjet et yacht pour le film Valérian et la Cité des mille planètes (2017)[44]
- Toyota e-Chargeair (2019), chargeur à hydrogène autonome[36]
- Illustrations de "Concepts Lunaires" d'exploration spatiale pour la revue d'art et de design Document Journal : Lexus Zero Gravity, Lexus Cosmos, Lexus Bouncing Moon Roller, Lexus Lunar Cruiser, Lexus Lunar Mission, Lexus Moon Racer et Lexus Lunar (2020)[45]